# Volodymyr Hrojsman
Volodymyr Borysovyč Hrojsman (in ucraino Володимир Борисович Гройсман?; Vinnycja, 20 gennaio 1978) è un politico ucraino.

## Biografia
Volodomyr Hrojsman nasce nel 1978 a Vinnycja da una famiglia ebrea. Inizia a lavorare nel piccolo negozio del padre come direttore commerciale nel 1994. Groysman nel 2002 viene eletto consigliere comunale a Vinnycja.
Nel 2006 viene eletto sindaco di Vinnycja. Nel 2014 viene eletto presidente della Verchovna Rada. Nel 2016 diviene Primo ministro dopo le dimissioni di Jacenjuk.

### Vita personale
È sposato con Olena Groysman da cui ha avuto 3 figli: Kristina, Julija e Davyd.